# Moritz Leuenberger

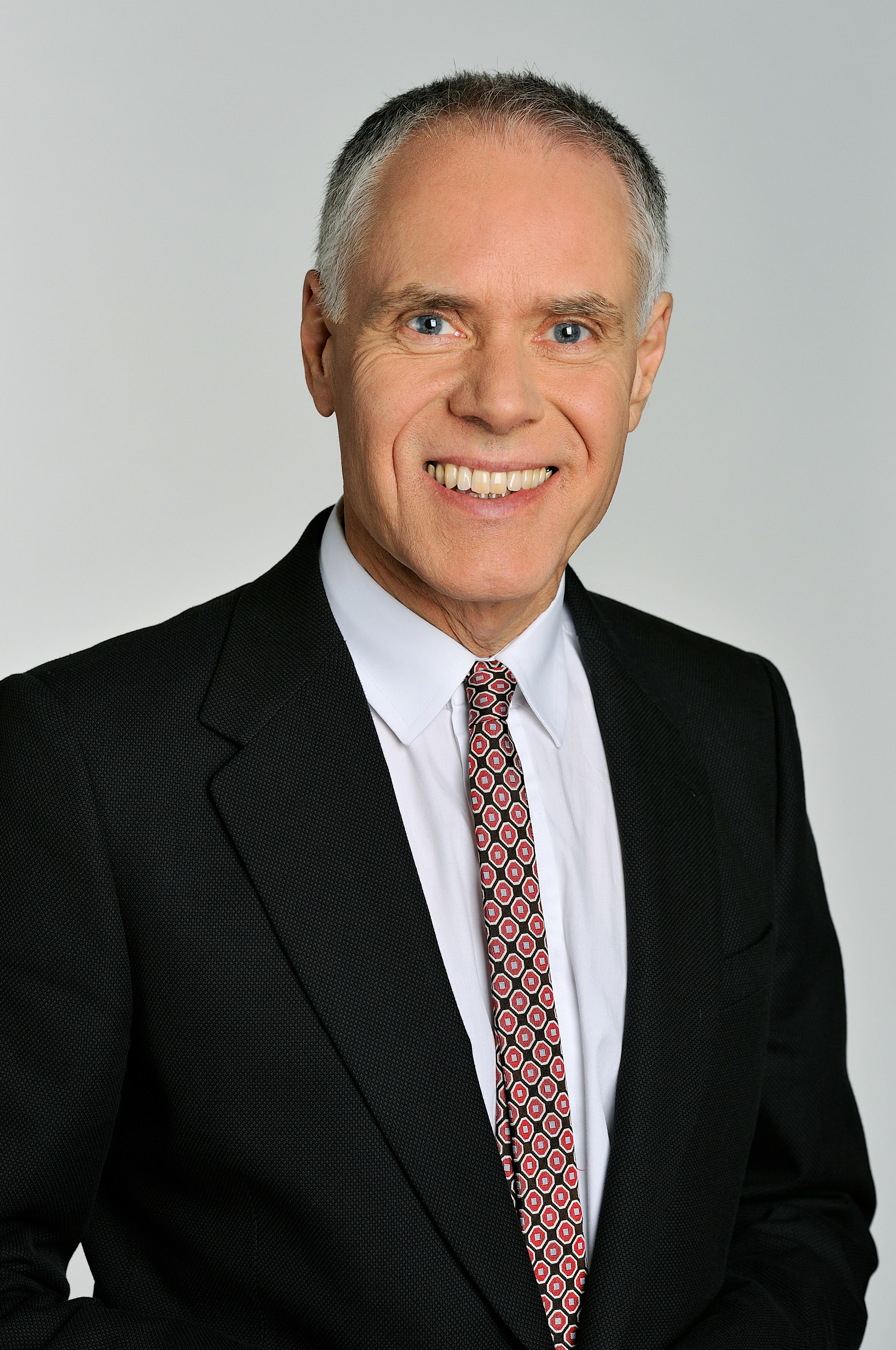
Moritz Leuenberger (2010)

Unterschrift von Moritz Leuenberger

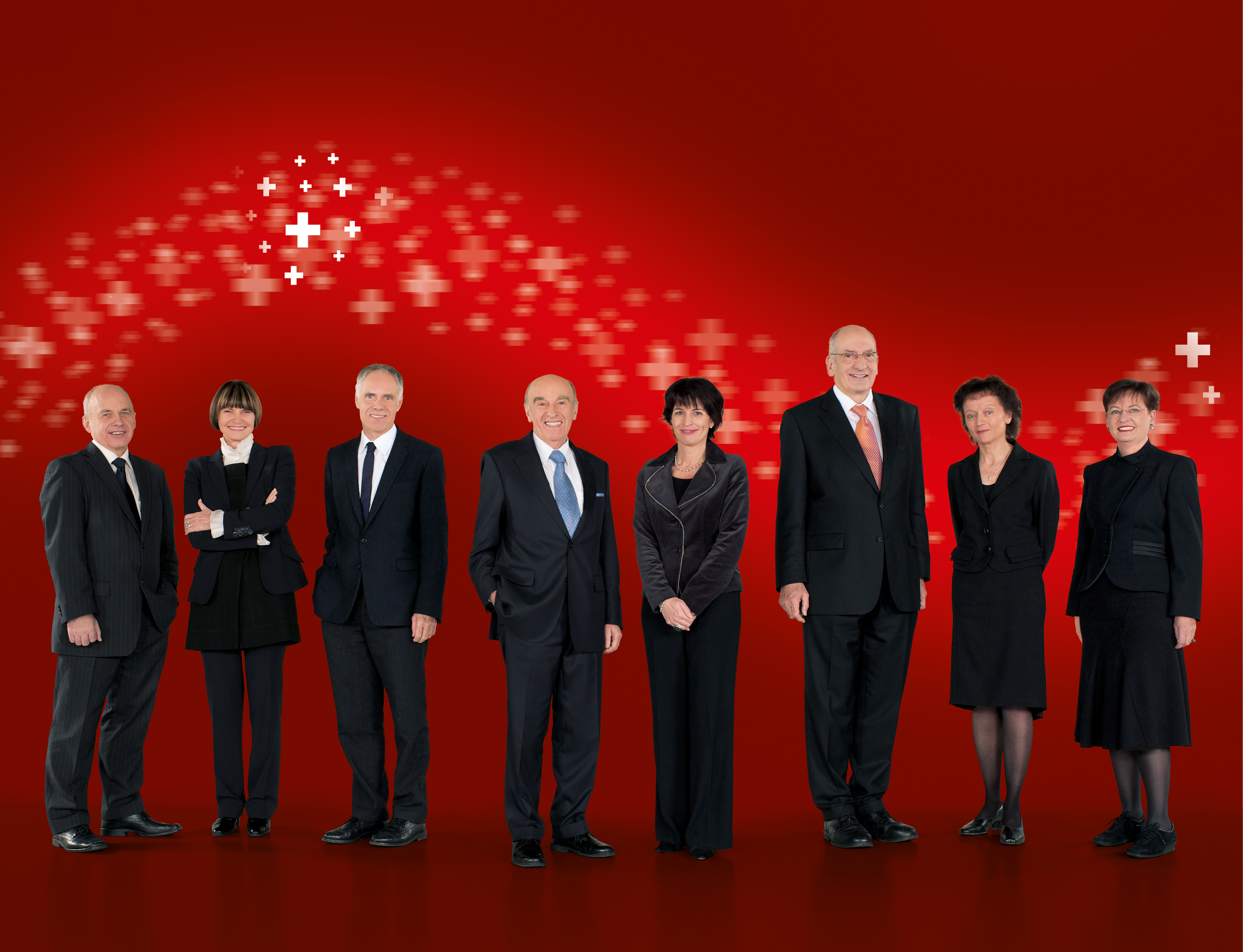
Moritz Leuenberger auf dem offiziellen Bundesratsfoto 2009

Moritz Leuenberger (* 21. September 1946 in Biel; heimatberechtigt in Rohrbach) ist ein Schweizer Rechtsanwalt und Politiker (SP). Er war von 1995 bis 2010 Mitglied der Schweizer Regierung, des Bundesrates, und stand dem Eidgenössischen Departement für Umwelt, Verkehr, Energie und Kommunikation (UVEK) vor. Er amtierte 2001 und 2006 als Bundespräsident.

## Leben
Moritz Leuenberger ist Sohn des Theologen Robert Leuenberger. Nach der Primarschule in Biel besuchte er zuerst das Humanistische Gymnasium (heute Gymnasium am Münsterplatz) und dann das Freie Gymnasium in Basel, wo er die Matura Typus A bestand. Zwischen 1966 und 1970 absolvierte er ein Studium der Rechtswissenschaft an der Universität Zürich.
Nach dem Erwerb des Anwaltspatentes eröffnete Leuenberger ein eigenes Anwaltsbüro in Zürich, das er bis 1991 führte. Zu seinen Fällen zählen die Vertretung einer Entwicklungshilfe-Organisation wegen der Kampagne Nestlé tötet Babys, die Unterstützung der Regierung der Philippinen bei der Suche nach den Geldern des Diktators Ferdinand Marcos in der Schweiz und die Verteidigung des Schriftstellers Niklaus Meienberg gegen die Familie des deutschlandfreundlichen Schweizer Generals Ulrich Wille.
Leuenberger wohnt in Zürich. Er ist mit der Architektin Gret Loewensberg verheiratet und hat zwei erwachsene Söhne. Einer der beiden ist der Schauspieler Manuel Löwensberg.

## Politische Karriere

Bundesrat Moritz Leuenberger an einem Symposium der Universität St. Gallen (2000)

1969 trat Leuenberger der Sozialdemokratischen Partei bei. Von 1972 bis 1980 präsidierte er die SP der Stadt Zürich. Er war Erstunterzeichner des «Demokratischen Manifests» gegen die Aktivitäten von FDP-Nationalrat Ernst Cincera. Von 1974 bis 1983 war er Mitglied des Gemeinderats der Stadt Zürich. Von 1986 bis 1991 präsidierte er den Schweizerischen Mieterinnen- und Mieterverband.
Von 1979 bis zu seiner Wahl in den Bundesrat 1995 war Leuenberger Nationalrat. In dieser Zeit war er 1989/1990 Präsident der Parlamentarischen Untersuchungskommission EJPD (PUK 1), die in der Folge der Affäre um Elisabeth Kopp zur Aufdeckung des Fichenskandals führte.
Von 1991 bis 1995 war er Regierungsrat des Kantons Zürich und leitete die Direktion der Justiz und des Innern.
Am 27. September 1995 wurde er als Nachfolger von Otto Stich in den Bundesrat gewählt. Er war Vorsteher des Eidgenössischen Departements für Umwelt, Verkehr, Energie und Kommunikation. Leuenberger war turnusgemäss in den Jahren 2001 und 2006 Bundespräsident.
Leuenberger trat per Ende Oktober 2010 zurück. Am 22. September 2010 wählte das Parlament Simonetta Sommaruga zu seiner Nachfolgerin.

## Arbeit als Bundesrat
Leuenbergers Tätigkeit als UVEK-Vorsteher und Bundesrat richtete sich nach dem Konzept der nachhaltigen Entwicklung. Danach waren von allen Ämtern des UVEK Lösungen anzustreben, die im Interessendreieck von Ökologie, Ökonomie und Gesellschaft ausgewogen sind.

### Verkehr

#### Eisenbahn und Strassenverkehr

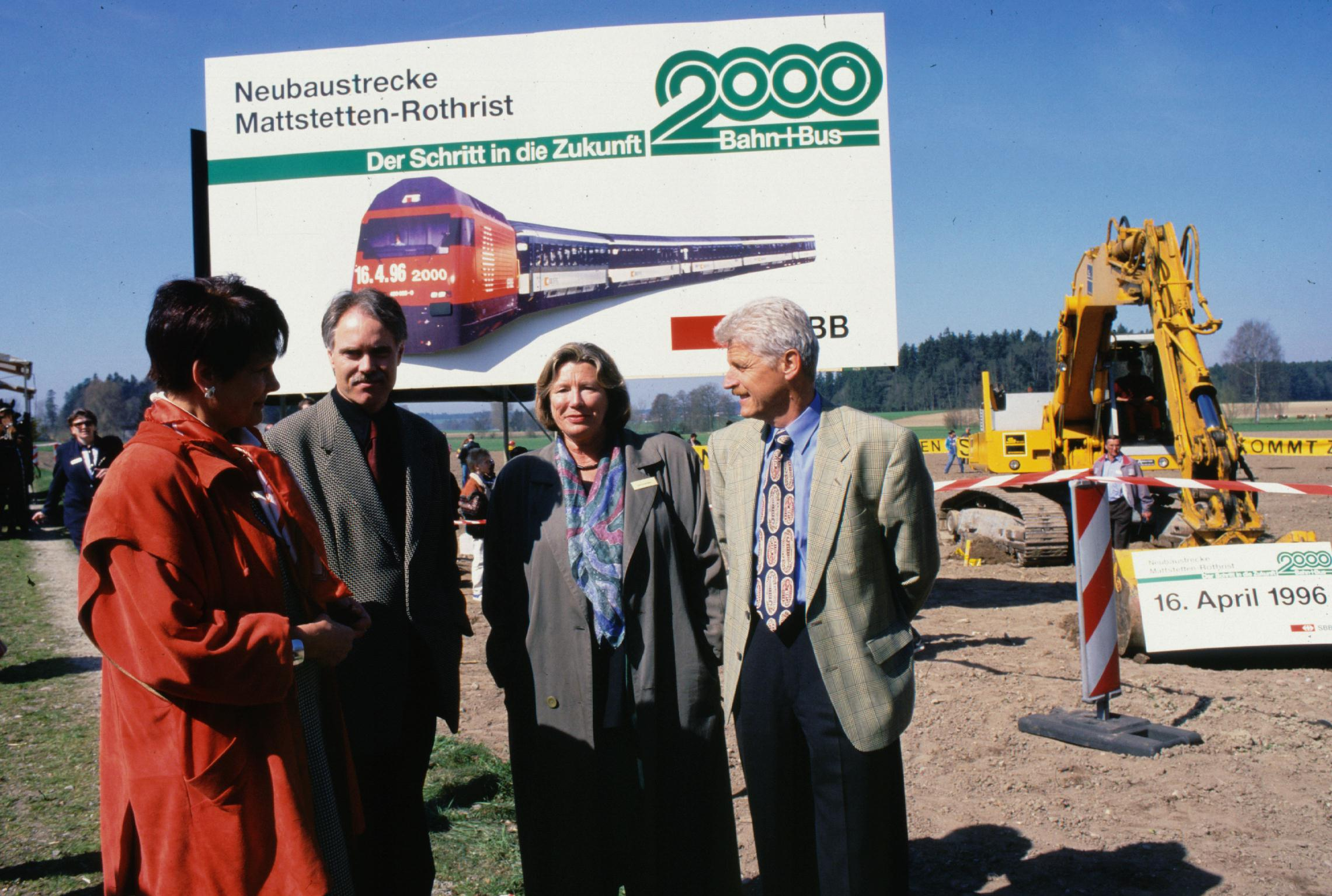
Spatenstich zur Bahn 2000 in Mattstetten mit Bundesrat Moritz Leuenberger (zweiter von links), Dori Schaer-Born, Berner Regierungsrätin, und SBB-Generaldirektor Benedikt Weibel

Moritz Leuenberger setzte sich mit Überzeugung für die Verlagerung des Güterverkehrs von der Strasse auf die Schiene ein. Diese Politik wurde bereits 1994 durch die Annahme der Alpen-Initiative in der Verfassung festgeschrieben. Mit der Annahme der Vorlagen für die LSVA (Leistungsabhängige Schwerverkehrsabgabe; LKW-Maut) und für den FinöV (Fonds zur Finanzierung des öffentlichen Verkehrs), welche unter anderem die Finanzierung der NEAT regeln, konnte Leuenberger 1998 einen wichtigen Erfolg in Richtung dieser Verlagerung verbuchen. Kritiker, namentlich die SVP, warfen ihm vor, mit der NEAT ein überdimensioniertes Prestigeprojekt verwirklichen zu wollen, und befürchteten, Leuenberger habe den Zeitplan und die Kosten der NEAT nicht im Griff. Am 15. Oktober 2010 erfolgte jedoch zum geplanten Zeitpunkt der Durchstich des längsten Tunnels der Welt. Der Versuch von Leuenberger, die voraussichtlich unzureichende Verlagerungswirkung der NEAT durch Einführung einer Alpentransitbörse zu verstärken, stiess auf ein geteiltes Echo, namentlich bei der EU. Moritz Leuenberger erhielt für seinen Einsatz zugunsten einer Verlagerung des Verkehrs von der Strasse auf die Schiene die Ehrendoktorwürde der Universität Udine.
Im Strassenverkehr hatte für ihn die Verbesserung der Sicherheit Vorrang. Die Einführung der 0.5-Promille-Grenze und die Einführung des Programms via sicura brachten eine markante Abnahme tödlicher Verkehrsunfälle. Zudem trieb Leuenberger die Fertigstellung des Anfang der 1960er-Jahre beschlossenen Nationalstrassennetzes voran. 2004 lehnte das Volk den alleinigen Ausbau des Autobahnnetzes und insbesondere den Bau einer zweiten Röhre für den Gotthard-Strassentunnel ab. Dies machte den Weg frei für die Einrichtung eines Infrastrukturfonds. Finanziert werden daraus die Beseitigung von Engpässen im Autobahnnetz und der Ausbau der Bahn- und Strassenkapazitäten in den dicht besiedelten Agglomerationen.

#### Flugverkehr
Die Schweizer Luftverkehrspolitik war seit Anfang der 1990er-Jahre geprägt von der Liberalisierung des internationalen Flugverkehrs sowie dem Zusammenbruch der Swissair und der Gründung der Swiss. Verschiedene Flugunfälle veranlassten Leuenberger, die Luftverkehrsaufsicht gründlich zu überprüfen. In der Folge wurde das Bundesamt für Zivilluftfahrt (BAZL) reorganisiert. Zu Kontroversen kam es im Rahmen des so genannten Fluglärmstreits mit Deutschland (siehe auch unten). Leuenberger schloss mit Deutschland einen Staatsvertrag ab, der von einer Beschränkung der Anflüge über Deutschland auf 100.000 ausging. Zudem wäre während der Wochenenden das deutsche Anfluggebiet für drei Stunden (6:00 bis 9:00 Uhr) gesperrt worden. Dieser Vertrag wurde jedoch vom Parlament nicht ratifiziert, so dass Deutschland darauf eine für die Schweiz strengere Verordnung erliess, als im Vertrag vorgesehen. Der deutsche Luftraum ist demnach jeden Tag von 6:00 bis 7:00 Uhr und an den Wochenenden von 6:00 bis 9:00 Uhr gesperrt.

### Umwelt und Energie
Im Vordergrund stand der Kampf gegen die Klimaerwärmung durch die Reduktion von CO2 und andern Gasen, die das Klima beeinflussen. Basis war das seit 1. Mai 2000 geltende CO2-Gesetz. Es verpflichtete die Schweiz, ihren Kohlendioxidausstoss bis 2010 gesamthaft um 10 Prozent unter das Niveau von 1990 zu senken. Dieses Ziel wurde mit freiwilligen Massnahmen (unter anderem durch Förderprogramm EnergieSchweiz, Vereinbarungen mit Branchen und Grossverbrauchern, Klimarappen auf Treibstoff) erreicht. Weil diese Massnahmen allein aber nicht genügten, wird seit Anfang 2008 eine CO2-Lenkungsabgabe auf Heizöl erhoben. Diese wird vollumfänglich an Konsumenten und Wirtschaft zurückerstattet.
Eng verknüpft mit der Klimapolitik ist die Energiepolitik mit dem Ziel, für die Schweiz auch in Zukunft eine klimaverträgliche, zuverlässige und preisgünstige Energieversorgung zu gewährleisten. Schon während der Amtszeit Leuenbergers stand fest, dass voraussichtlich um das Jahr 2020 die ältesten Schweizer Kernkraftwerke (Beznau I und II, Mühleberg) ausser Betrieb genommen werden mussten und dass die Stromimportverträge mit Frankreich allmählich auslaufen würden.

### Medien und Kommunikation
Als Medienminister befürwortete Leuenberger eine starke Schweizerische Radio- und Fernsehgesellschaft (SRG). Damit soll der Service public gewährleistet werden. Er stellte sich gegen eine weitergehende Liberalisierung des Fernsehens, so dass nach mehrmaligem Scheitern nationaler Privatsender die Fernsehstationen der SRG heute gegenüber anderen Schweizer Sendern eine Vormachtstellung einnehmen.
Im Bereich Kommunikation setzte er eine Liberalisierung des Telefonmarktes durch: Auf den 1. Januar 1998 wurde das Monopol der PTT aufgehoben, an ihrer Stelle wurden die Schweizerische Post und die Swisscom gegründet. Weitere Liberalisierungsschritte, unter anderem bei der letzten Meile oder der Post, stiessen jedoch bei den Gewerkschaften auf Kritik.

### Bundespräsident
Leuenberger war zweimal Bundespräsident, in den Jahren 2001 (als er sich anlässlich mehrerer Katastrophen und Unfälle – 9/11 in den USA, Attentat von Zug, Brand im Gotthardtunnel – vor der Öffentlichkeit äussern musste) und 2006. 2006 schlug er als Bundespräsident an der UN-Klimakonferenz in Nairobi eine weltweite CO2-Abgabe als Massnahme für den Klimaschutz vor.

## Mandate und kulturelle Tätigkeit nach dem Rücktritt
Im April 2011 wurde Leuenberger in den Verwaltungsrat des grössten Schweizer Baukonzerns Implenia gewählt. Auf eine Wiederwahl für eine weitere Amtsdauer verzichtete er im März 2013. Im gleichen Monat wechselte er als Verwaltungsrat zu Susi Partners, einem Anbieter von Nachhaltigkeits-Fonds. Von diesem Amt trat er am 13. Mai 2016 zurück. Von Januar 2011 bis Oktober 2015 präsidierte er zudem den Stiftungsrat der Swiss Luftfahrtstiftung. Diese hat ihren Zweck erreicht und wurde aufgelöst.
Leuenberger ist Mitglied des Club d’inspiration von Greenpeace Schweiz und des Kuratoriums der Friedrich-Ebert-Stiftung in Berlin, die der SPD nahesteht.
Der Bundesrat erteilte Moritz Leuenberger 2015 das Mandat, einen runden Tisch ins Leben zu rufen und zu leiten, damit für Asbestopfer eine gerechte Lösung gefunden werden konnte. Hintergrund war das Urteil des Europäischen Gerichtshofes für Menschenrechte, der die schweizerische Regelung der Verjährung als menschenrechtswidrig kritisierte. Der Runde Tisch schloss seine Arbeiten Ende November 2016 ab, indem er eine Stiftung gründete, die einstweilen durch die Privatwirtschaft gespeist wird. Die Stiftung organisiert psychologische Hilfe für Asbestopfer und entschädigt Opfer, die mangels Versicherungsschutz oder wegen Verjährung leer ausgehen würden.
Moritz Leuenberger leitete von 2015 bis 2021 die Bernhard Matinée, eine Wiederaufnahme des früheren Bernhard-Apéros von Hans Gmür und Karl Suter. Monatlich empfing er an einem Sonntagmorgen Gäste aus Kultur und Kabarett.
Moritz Leuenberger war von 2015 bis Ende 2022 Präsident des Leitungsausschusses der Stiftung TA-Swiss und Mitglied des Stiftungsrates. Der Leitungsausschuss arbeitet eng mit dem Stiftungsrat zusammen, der für die strategische Ausrichtung und Gesamtleitung der Stiftung TA-Swiss zuständig ist.

## Öffentliche Wahrnehmung, Lob und Kritik, Ehrungen
Leuenberger galt als Vertreter der urbanen Bevölkerung im Bundesrat. Er gilt als ausgezeichneter Redner, für seine am Lucerne-Festival im September 2002 vorgetragene Rede «Das Böse, das Gute, die Politik» erhielt er den Cicero-Rednerpreis für die beste politische Rede des Jahres im deutschsprachigen Raum. Gemäss einer Umfrage vom März 2008 wurde er mit einer Zustimmungsrate von knapp 60 Prozent von der Bevölkerung akzeptiert, wobei seine Popularität im Jahre 2008 weniger hoch ausfiel als bei anderen Bundesratsmitgliedern. Im Jahr 2006, seinem zweiten Präsidialjahr, galt er als der beliebteste Bundesrat. Leuenberger betrieb von 2007 bis 2010 einen persönlichen Blog, in dem er über aktuelle Ereignisse in der Politik und der Gesellschaft schrieb.
2009 wurde Leuenberger der European Railway Award in der Kategorie «Politik» für sein Engagement zur Förderung einer Verkehrsverlagerung von der Strasse auf die Schiene verliehen. 2001 erhielt er den Dr. hc. der Universität Udine für kreative Impulse für das europäische Verkehrsrecht. 2011 erhielt er den Heckerhut der SPD Kreis Konstanz für Verdienste um die direkte Demokratie. Ebenso erhielt er vom Austrian Business Forum 2011 den Red Arrow für sein Lebenswerk als Infrastrukturminister.
Kritisiert wurde Leuenberger in seiner Zeit als Zürcher Regierungsrat nach dem Mord am Zollikerberg durch einen im Hafturlaub befindlichen Sexualstraftäter. Zwar stand eine juristisch relevante Mitschuld nie zur Diskussion, aber er musste sich dennoch harsche Kritik gefallen lassen. Leuenberger selber lehnte jede Mitverantwortung entschieden ab.
Kritik wurde auch nach der Flugzeugkollision von Überlingen laut, dessen Verantwortung der dem UVEK unterstellten Skyguide zugeschrieben wird. Moritz Leuenberger räumte daraufhin eine Mitverantwortung von Skyguide (dem Bund gehörende AG, die dem UVEK angegliedert ist) für die Kollision ein.
Kritisiert wurde unter anderem von FDP-Generalsekretär Stefan Brupbacher, dass Leuenberger Raymond Cron als BAZL-Chef im Amt behalten wollte, nachdem dieser im März 2008 wegen unerlaubter Bonuszahlungen bei seinem früheren Arbeitgeber Batigroup verurteilt worden war. Leuenberger stellte sich hinter Cron, unter anderem mit der Begründung, die Sanktionierung von Crons damaligem Verhalten sei Sache der Justiz, und die Angelegenheit habe nichts mit seiner Stellung im BAZL zu tun.
Moritz Leuenberger wurde während Jahren im Fluglärmstreit zwischen der Schweiz und Deutschland teilweise heftig kritisiert. Im Juli 2003 machten an einer Demonstration Tausende von Zürchern den Verkehrsminister für die Einführung der Südanflüge auf dem Flughafen Zürich verantwortlich. Diese wurden eingeführt, nachdem Deutschland einseitig die Nordanflüge über deutsches Gebiet beschränkt hatte, was wiederum die Folge davon war, dass der von Leuenberger ausgehandelte Staatsvertrag mit Deutschland vom Parlament nicht ratifiziert worden war. Heute werden als Gründe der Nichtratifikation parteipolitische Motivationen und eine Selbstüberschätzung der schweizerischen Position gegenüber Deutschland gesehen.
Am 7. Februar 2021 wurde in der NZZ am Sonntag ein Interview mit Moritz Leuenberger veröffentlicht, welches die sinngemässe Aussage beinhaltet, dass bei Geiselnahmen wohl meist Lösegelder bezahlt worden seien. Offiziell hatte das Eidgenössische Departement für auswärtige Angelegenheiten bislang gesagt, dass man dafür keine Gelder aufwende. Am 28. April 2021 entschied der Bundesrat, dass die Bundesanwaltschaft nicht zur Strafuntersuchung gegen Leuenberger ermächtigt wird und infolge auch nicht wegen Amtsgeheimnisverletzung gegen ihn ermittelt werden soll. Der Bundesrat sah die Strafuntersuchung nicht mit den Interessen des Landes vereinbar.

## Buchveröffentlichungen
- Träume & Traktanden. Reden und Texte. Limmat Verlag, Zürich 2000, ISBN 3-85791-348-7.
- Die Rose und der Stein. Grundwerte in der Tagespolitik. Reden und Texte. Limmat, Zürich 2002, ISBN 3-85791-399-1.
- Lüge, List und Leidenschaft. Ein Plädoyer für die Politik. Limmat, Zürich 2007, ISBN 3-85791-544-7.